# Antonio Ciseri

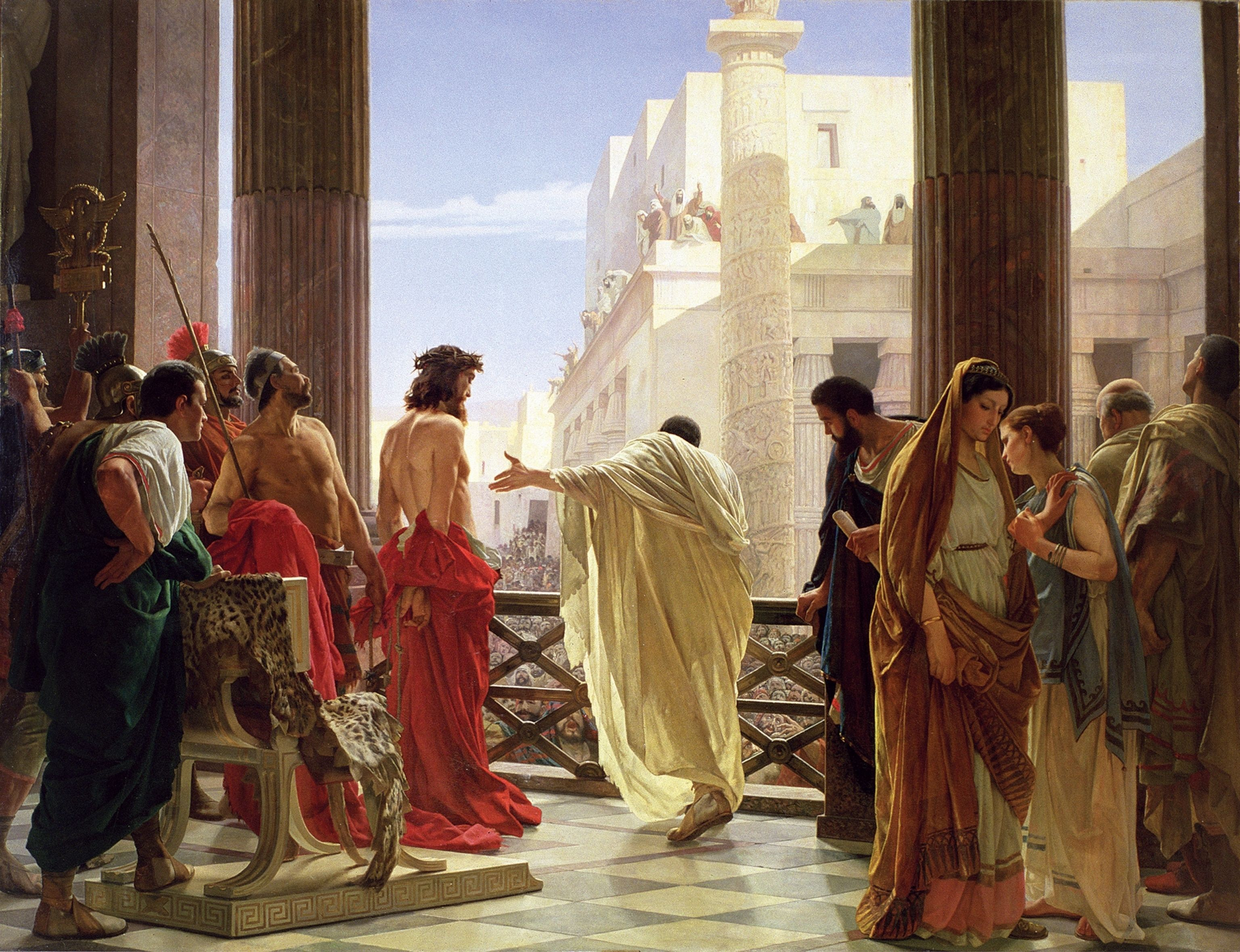
Ecce Homo (Iată, Omul!). O pictură de Antonio Ciseri. În această imagine Pilat îl prezintă pe Isus biciuit și îmbrăcat cu o hlamidă mulțimii, în dreapta lui Pilat fiind soția îndoliată a acestuia.

Antonio Ciseri (n. 25 octombrie 1821, Ronco sopra Ascona⁠(d), Cantonul Ticino, Elveția – d. 8 martie 1891, Florența, Regatul Italiei) a fost un pictor elvețiano-italian.

## Biografie
Ciseri a fost fiul lui Giovan Francesco, un pictor decorator, și a Caterinei născută Materni, căsătorită, Cesira Bianchini, născută în Ticino.
În 1833 s-a mutat la Florența, unde a studiat cu Niccola și Pietro Benvenuti, la Accademia di Belle Arti Benvenuti.
Ciseri a creat o serie de opere comandate pentru biserici italiene și elvețiene. Mai mult decât atât, el a pictat un mare număr de portrete, de exemplu a lui Bianchini (un dar pentru socrul său).
În anul 1853 și-a deschis propria școală de pictură. Elevii săi au fost printre alții Silvestro Lega (1826-1895), Niccolò Cannicci (1846-1906),Girolamo Nerli  (1860-1926) și Raffaello Sorbi (1844-1931). Egisto Sarri (1837-1901) este considerat cel mai bun elev al sau.
În 1852 Ciseria fost numit profesor de învățământ superior.
Din cauza taxelor fiscale mari din Ticino, Ciseri și-a depus în 1877, ererea sa pentru cetățenia italiană.
El a fost căsătorit cu Cesira Bianchini, fiica lui Gaetano. Ciseri a murit în vârstă de 70 de ani, și a fost îngropat în biserica florentină Basilica di San Miniato al Monte.

## Galerie

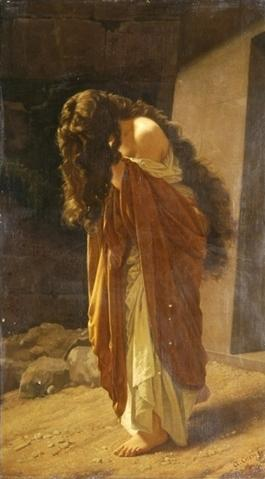
Penitent Magdalen, 1864
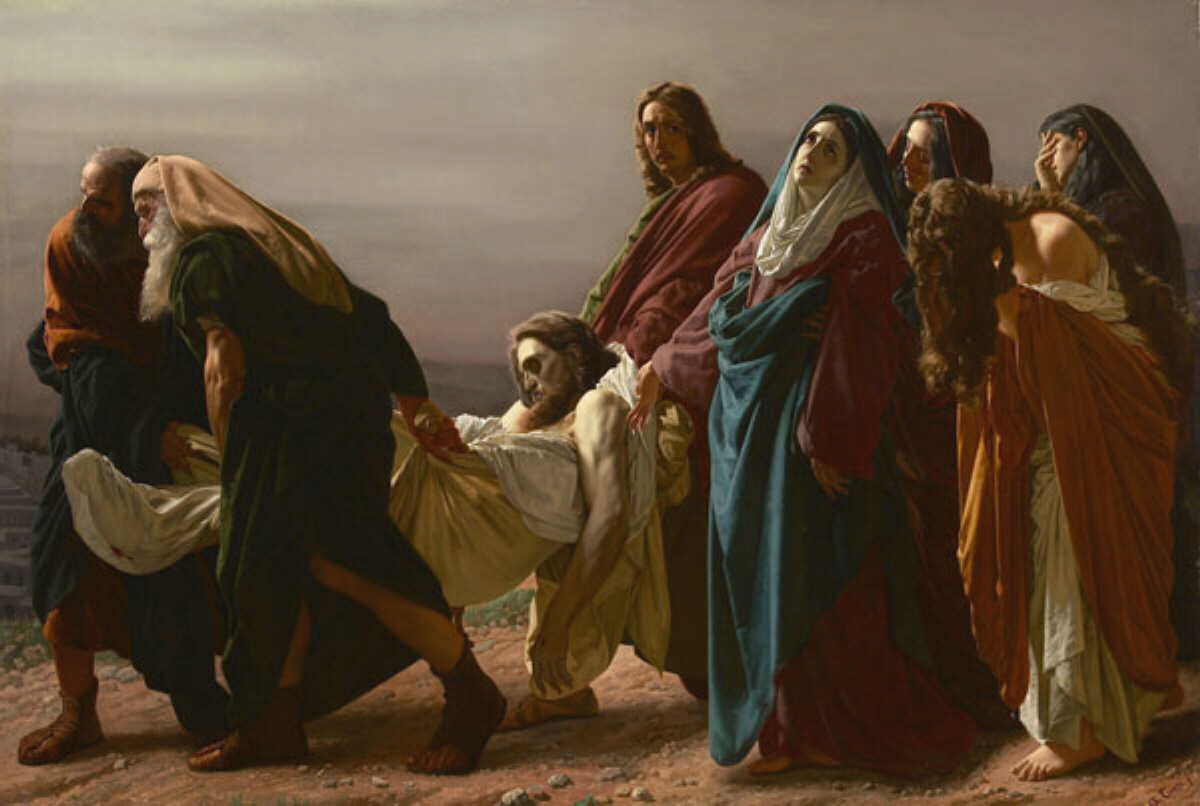
Il trasporto di Cristo al sepolcro., 1864–1870
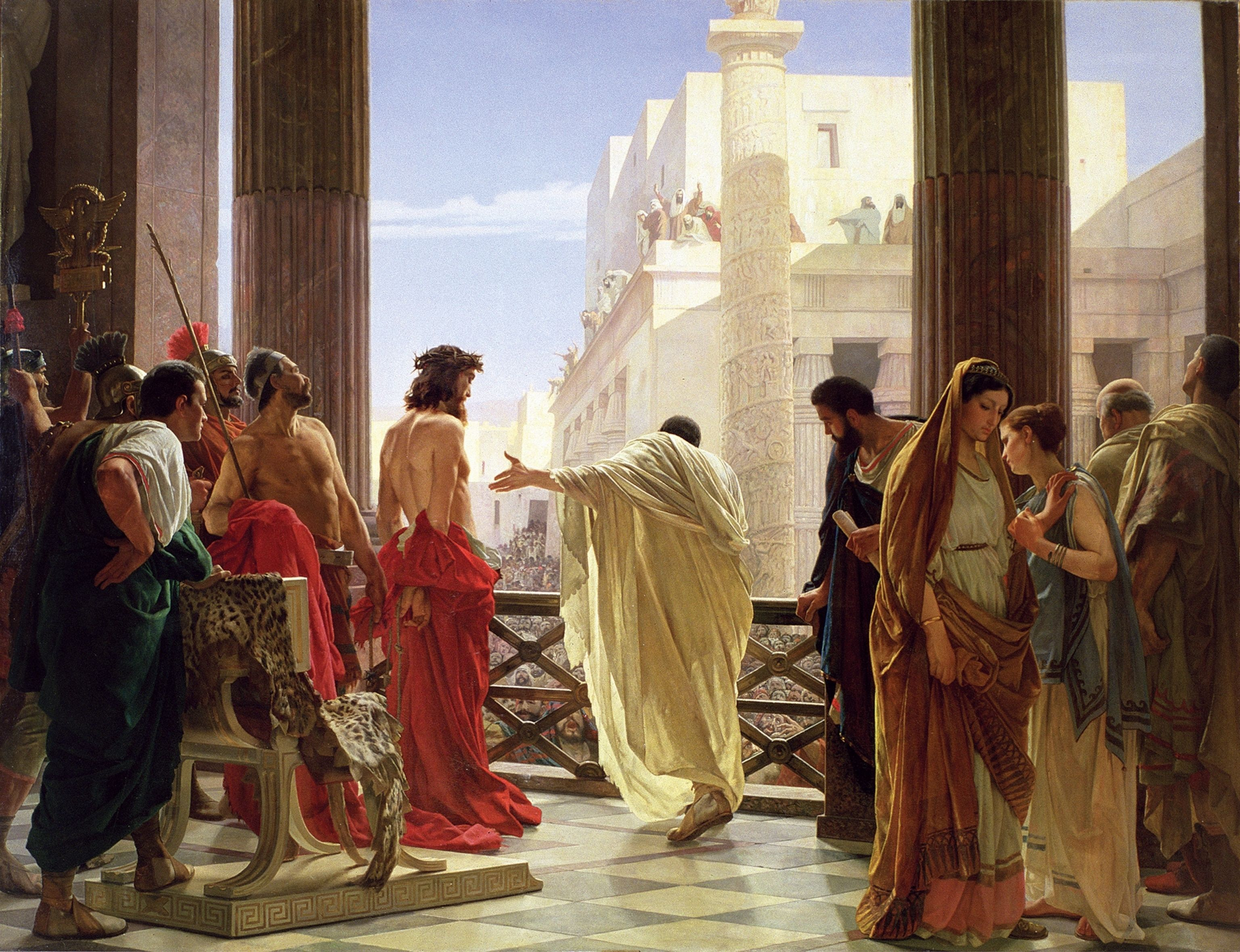
Ecce Homo, 1871